# زياد الهلالي
زياد الهلالي (1976) ممثل
عراقي.

## مشواره المهني
خريج معهد الفنون الجميلة و كلية الفنون الجميلة -بغداد وعضو في الفرقة الوطنية للتمثيل بدايته كانت في المعهد و الاحتفالات الوطنية إضافة لإلقاء الشعر الشعبي في المناسبات الوطنية ثم دخل عالم التمثيل وقدم أعمالا في التلفزيون والمسرح 
اشتهر بشخصية لبيب في مسلسل بيت البنات

## أعماله

### في التلفزيون
| سنة الإنتاج | اسم المسلسل               | الشخصية      |
| ----------- | ------------------------- | ------------ |
| 1998        | أبو جعفر المنصور          |              |
| 1999        | الحارة الزرقاء            |              |
| 2000        | حكايات قبل أن تنزل الآيات |              |
| 2000        | القلم والمحنة             |              |
| 2001        | طرقات الليل               |              |
| 2001        | شخصيات لم ينصفها التاريخ  | حُذيفة        |
| 2002        | أبو الطيب المتنبي         | هبة الله     |
| 2002        | صمود الأبطال              |              |
| 2003        | صمود الأبطال              |              |
| 2004        | رهين المحبسين             |              |
| 2005        | رياح الماضي               | [ 4 ]        |
| 2007        | فضولي بغداد               |              |
| 2007        | الرصافي                   | الرصافي شابا |
| 2008        | السرداب                   |              |
| 2008        | بيت البنات                | لبيب         |
| 2009        | دار دور                   |              |
| 2010        | سنوات تحت الرماد          |              |
| 2012        | الدرس الأول               | طارق         |
| 2012        | قصة حي بغداد              | سائق التاكسي |
| 2012        | قناص بغداد                |              |
| 2020        | أحلام السنين              | تحسين        |
| 2021        | العدلين                   |              |

### في المسرح
| سنة الإنتاج | المسرحية        | الشخصية |
| ----------- | --------------- | ------- |
| 2000        | السندباد البحري |         |
| 2003        | تفاحة القلب     |         |